# Emco
Emco je česká potravinářská firma, specializující se na výrobu müsli cereálií. Byla založena v roce 1990 Zdeňkem Jahodou. Nejdříve se zabývala dovozem a vývozem produktů, pak ale začala vyrábět své. V roce 2018 se zabývá především vlastní výrobou, dále stále funguje i jako dovozce. K roku 2019 exportuje do 50 zemí světa. Soustřeďuje se na výrobu a distribuci kvalitních potravinářských výrobků odpovídajících zdravému životnímu stylu. Jedná se zejména o křupavé a sypané müsli, ovesné kaše, ovesné nápoje, müsli sušenky, ovesné, ořechové a ovocné tyčinky, kukuřičné a celozrnné lupínky, dětské cereálie a ovesné krekry. Výroba většiny produktů probíhá v továrně Emco v Hrdlech u Terezína a mlýně v obci Vřesce.